# وريد أصلي لأصابع القدم
في ظهر القدم، الأوردة الظهرانية لأصابع القدم تستقبل في الشقوق بين الأصابع الأَوردة بين الرؤوس السلامِية للقدم، القادمة من القوس  الوريدي الأخمصي، وتنضم لتشكل الأوردة الأصلِية لأصابع القدم القصيرة ،والتي تتحد عبر النهايات القاصية  لمشط القدم  في القوس الوريدي لظهر القدم  .    